# 警徽天職4
《警徽天职4》，新加坡新傳媒私人有限公司制播的时装电视剧，由瑞恩、李南星、黃俊雄、張耀棟、馬藝瑄、雅慧、美心及福地祐介領銜主演，監製為張龍敏。此劇為《警徽天職3》續集，由新加坡警察部队、昇菘集團、順美發所贊助。

## 故事大纲
专门罪案处组长魏蓝天（李南星饰演），和特别罪案调查队（CID）队长黄芷婕（瑞恩饰演）正式升级为父母，但是升级为父母的他们面临的问题越来越多，面对着工作、爱情、友情和亲情的挑战，蓝天该怎么一一应付？曲折的案情，更多与罪犯斗智斗力，都让蓝天陷入难题。
交警张贵祥（黄俊雄饰演）决定重新当回巡警，工作上虽然还蛮顺心，但感情上却是十分不如意。贵祥与歌手女友翁选美（馬藝瑄饰演）的爱情即将面临着一场考验……他们俩能不能容纳彼此的缺陷，过着幸福美满的生活？
性格鲁莽的机场警察，调到特别罪案调查组组员陈宇（张耀栋饰演），有着不为人知的秘密。陈宇与同行同事王诗诗（雅慧饰演）将陷入一段恋情，但俩人的恋情又能够持续多久？王诗诗在未来的日子里是否会发现陈宇的秘密？
来自台湾的刑警周井泽（福地佑介饰演）和记者蔡彦琪（美心饰演）巧遇，他们俩会发展出什么样的一段恋情？彦琪能不能放下她对陈宇的感情？
这一季将充满令人难以置信的奥秘，惊险的动作场面和一个个令人兴奋的故事情节。 观众能够了解各警察如何合作打击犯罪，以及角色如何通过他们的决心来克服他们之间的爱情，友谊和家庭问题。

## 演員陣容

### 主要角色
| 演員     | 角色   | 介绍 |
| 李南星   | 魏蓝天 | ASP Wee Lum Tiam - 助理警监，专门罪案处组长，后调往商业事务局 - 黄芷婕之夫 - Matthew之父 - 杨忠正之兄弟 - 答应杨忠正照顾红夕             |
| 瑞恩     | 黄芷婕 | INSP Ng Tze Keat - 警长，特别罪案调查组组长，后调往警察训练学校担任教官 - 魏蓝天之妻 - Matthew之母 - 陈宇之上司                          |
| 黃俊雄   | 张贵祥 | SSSGT Teo Kwee Xiang - 高级警曹长，社区巡逻组警员 - 翁选美之男友，后为夫妻 - 王诗诗之同事 - 王德勋之恩人                                 |
| 张耀栋   | 陈宇   | INSP Chan Yu - 警长，机场警察，后为特别罪案调查组组员 - 黄芷婕之下属 - 蔡彦琪之前男友 - 王诗诗之男友，后分手 - 赵秀凤之子 - 赵学伟之侄儿 |
| 马艺瑄   | 翁选美 | Jelly、Eng Suan Bee - 张贵祥之女友，后为夫妻 - 赵秀凤之员工 - 酒店歌手，后辞职 - 王诗诗之好友                                            |
| 雅慧     | 王诗诗 | SGT Ong Shi Shi - 警曹，警署调查员 - 张贵祥之同事 - 蔡彦琪、翁选美之好友 - 陈宇之女友，后分手                                            |
| 美心     | 蔡彦琪 | SGT(V) Tsai Yen Chi - 电视台记者，后志愿特警 - 王诗诗之好友 - 陈宇之前女友                                                               |
| 福地祐介 | 周井泽 | - 台湾国际刑警组织 - 暗恋蔡彦琪 |

## 其他角色
| 演員   | 角色                     | 介绍                                                  |
| 黄业伦 | Evan Poh                 | - 社区巡逻组警员 - 张贵祥之好友和搭档                 |
| 罗美仪 | 杨红夕 (Yeo Hongxi)      | - 学生 - 杨忠正之女                                   |
| 曹国辉 | 杨忠正 (Yeo Chong Zheng) | - 杨红夕之父 - 翁选美之前男友                         |
| 陈天文 | 赵学伟 (Teo Hark Wee)    | - 画廊老板、幕后老板 - 赵秀凤之弟 - 陈宇之舅舅        |
| 郑玲   | 刘娟                     | - 周国荣妻 - 周井泽继母                               |
| 刘凯欣 | 赵秀凤                   | - 美发院老板娘 - 陈宇之母 - 赵学伟之姐 - 翁选美之老板 |

## 記事
- 2016年1月2日：此劇確定開拍。[1]
- 2016年1月7日：在《錢來運轉》記者招待會中，宣佈雅慧將會在此劇飾演警察。[2]
- 2016年2月23日：李南星、黃俊雄、张耀栋、雅慧及美心為此劇特地到内政群英学院（Home Team Academy）接受訓練。原本也有參與訓練的瑞恩，由於請了病假而無奈缺席。[3][4][5][6][7][8]
- 2016年3月17日：黃俊雄、张耀栋、雅慧、羅美儀為此劇試造型。[9][10]
- 2016年3月23日：瑞恩、黃業倫為此劇試造型。
- 2016年3月24日：此劇舉行開鏡儀式，出席演員包括馬藝瑄、黃俊雄、张耀栋、雅慧、美心、瑞恩、羅美儀、曹國輝、福地祐介、陳天文及劉凱欣。[11][12][13][14]
- 2016年4月14日：受兩天前疑似醉駕撞到電單車事故影響，監製張龍敏放瑞恩一天假讓她整理情緒。[15][16]
- 2016年4月29日：此劇幾位主要演員在翡瓏山火化場拍攝反派楊忠正（曹國輝饰）的葬禮。[17][18]
- 2016年8月23日：此劇在內政部舉行記者會，出席演員包括李南星、黃俊雄、张耀栋、雅慧、馬藝瑄、美心、陳天文、福地祐介及羅美儀。[19][20][21][22][23]劇中主要演員瑞恩因出國探望移居新西蘭多年的爸爸而缺席。
- 2016年9月3日：此劇在ONE KM Mall舉行粉絲見面會，出席演員包括黃俊雄、雅慧、馬藝瑄、美心、陳天文、曹國輝及羅美儀。
- 2016年9月6日：此劇於17:00在馬來西亞Astro雙星海外首播，馬來西亞觀眾優先看。
- 2016年9月6日：此劇於21:00在新加坡新傳媒8頻道首播。

## 軼事
- 此劇是美心首部參演的新傳媒劇集。
- 此劇是黃俊雄、雅慧繼《破天网（英语：Breakout (Singaporean TV series)）》里饰演兄妹后，再度合作。
- 此劇是张耀栋、雅慧繼《雙星報喜》后，再度飾演情侶。
- 此劇是新加坡資深主持劉凱欣離開新傳媒后首部參演的電視劇。

## 註明
1. ↑  . Toggle. 2016年1月2日  [2016年1月25日]. （原始内容存档于2016年1月11日） （英语）.
2. ↑  . Toggle. 2016年1月7日  [2016年3月11日]. （原始内容存档于2016年3月4日） （英语）.
3. ↑  吴俪欣. . Toggle. 2016年2月24日  [2016年3月11日]. （原始内容存档于2016年3月11日）.
4. ↑  . Toggle. 2016年2月24日  [2016年3月11日]. （原始内容存档于2016年3月11日） （英语）.
5. ↑  . 8频道新闻及时事节目. 2016年2月23日  [2016年3月11日]. （原始内容存档于2016年3月11日）.
6. ↑  夏珊珊. . 8频道新闻及时事节目. 2016年2月23日  [2016年3月11日]. （原始内容存档于2016年3月11日）.
7. ↑  夏珊珊. . 8频道新闻及时事节目. 2016年2月23日  [2016年3月11日]. （原始内容存档于2016年3月11日）.
8. ↑  夏珊珊. . 8频道新闻及时事节目. 2016年2月23日  [2016年3月11日]. （原始内容存档于2016年3月11日）.
9. ↑  . Toggle. 2016年3月18日  [2016年3月18日]. （原始内容存档于2016年3月21日）.
10. ↑  . Toggle. 2016年3月18日  [2016年3月28日]. （原始内容存档于2016年5月20日） （英语）.
11. ↑  . Toggle. 2016年3月25日  [2016年3月28日]. （原始内容存档于2016年4月20日）.
12. ↑  . Toggle. 2016年3月25日  [2016年3月28日]. （原始内容存档于2016年3月26日） （英语）.
13. ↑  . 8频道新闻及时事节目. 2016年3月24日  [2016年3月28日]. （原始内容存档于2016年4月12日）.
14. ↑  . 今日报. 2016年3月24日  [2016年4月3日]. （原始内容存档于2016年3月28日） （英语）.
15. ↑  邓永君. . Toggle. 2016年4月14日  [2016年4月30日]. （原始内容存档于2016年4月19日）.
16. ↑  . Toggle. 2016年4月14日  [2016年4月30日]. （原始内容存档于2016年4月17日） （英语）.
17. ↑  张思嘉. . Toggle. 2016年4月30日  [2016年4月30日]. （原始内容存档于2016年6月25日）.
18. ↑  . Toggle. 2016年4月30日  [2016年4月30日]. （原始内容存档于2016年6月25日） （英语）.
19. ↑  李赠谊. . 8频道新闻及时事节目. 2016年8月23日  [2016年8月27日]. （原始内容存档于2017年10月7日）.
20. ↑  李赠谊. . 8频道新闻及时事节目. 2016年8月23日  [2016年8月27日]. （原始内容存档于2016年12月23日）.
21. ↑  陈祎婷. . Toggle. 2016年8月24日  [2016年8月27日]. （原始内容存档于2016年9月2日）.
22. ↑  . Toggle. 2016年8月24日  [2016年8月27日]. （原始内容存档于2016年8月30日） （英语）.
23. ↑  . 今日报. 2016年8月25日  [2016年8月27日]. （原始内容存档于2016年8月26日） （英语）.

## 電視節目的變遷
| 新加坡 新傳媒8頻道 星期一至五 21:00 - 22:00 | 新加坡 新傳媒8頻道 星期一至五 21:00 - 22:00 | 新加坡 新傳媒8頻道 星期一至五 21:00 - 22:00                             |
| ------------------------------------------- | ------------------------------------------- | ----------------------------------------------------------------------- |
|                                             | 警徽天職4 （2016.09.06 - 2016.10.03）       |                                                                         |
| 來自水星的男人 （2016.08.09 - 2016.09.05）  | 美味下半場 （2016.10.04 - 2016.10.31）      |                                                                         |
| 星期一至五 17:30 - 18:30（重播）            |                                             |                                                                         |
| 絕世好工 （2017.08.18 - 2017.09.28）        | 警徽天职4 （2017.09.29 - 2017.10.26）       | 美味下半場 （2017.10.26 - 2017.11.23）                                  |
| 星期六至日 16:30 - 18:30（重播）            |                                             |                                                                         |
| 入侵者 （2021.11.14 - 2021.12.18）          | 警徽天职4 (2021.12.19 - 2022.01.22）        | 心。情 (2022.01.23 - 2022.02.26）下一站，遇见 (2022.02.27 - 2022.04.02) |

| 马来西亚 Astro双星、Astro双星HD 星期一至五 17:00 - 18:00 | 马来西亚 Astro双星、Astro双星HD 星期一至五 17:00 - 18:00 | 马来西亚 Astro双星、Astro双星HD 星期一至五 17:00 - 18:00 |
| -------------------------------------------------------- | -------------------------------------------------------- | -------------------------------------------------------- |
|                                                          | 警徽天職4 （2016.09.06 - 2016.10.03）                    |                                                          |
| 來自水星的男人 （2016.08.09 - 2016.09.05）               | 美味下半場 （2016.10.04 - 2016.10.31）                   |                                                          |

| 马来西亚 Astro AEC、Astro AEC HD 星期一至五 20:30 - 21:30 | 马来西亚 Astro AEC、Astro AEC HD 星期一至五 20:30 - 21:30 | 马来西亚 Astro AEC、Astro AEC HD 星期一至五 20:30 - 21:30 |
| --------------------------------------------------------- | --------------------------------------------------------- | --------------------------------------------------------- |
|                                                           | 警徽天職4 （2017.03.15 - 2017.04.11）                     |                                                           |
| 來自水星的男人 （2017.02.15 - 2017.03.14）                | 你也可以是天使2 （2017.04.12 - 2017.05.09）               |                                                           |